# Sphex argentatus
Sphex argentatus är en biart som beskrevs av Fabricius 1787. Sphex argentatus ingår i släktet Sphex och familjen grävsteklar.

## Underarter
Arten delas in i följande underarter:
- S. a. argentatus
- S. a. fumosus

## Bildgalleri

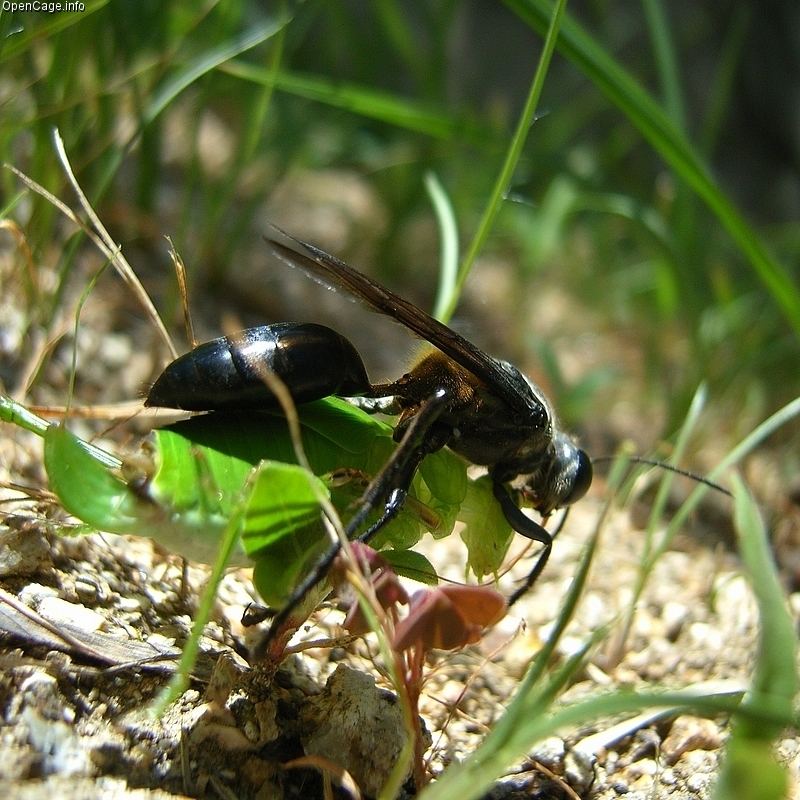
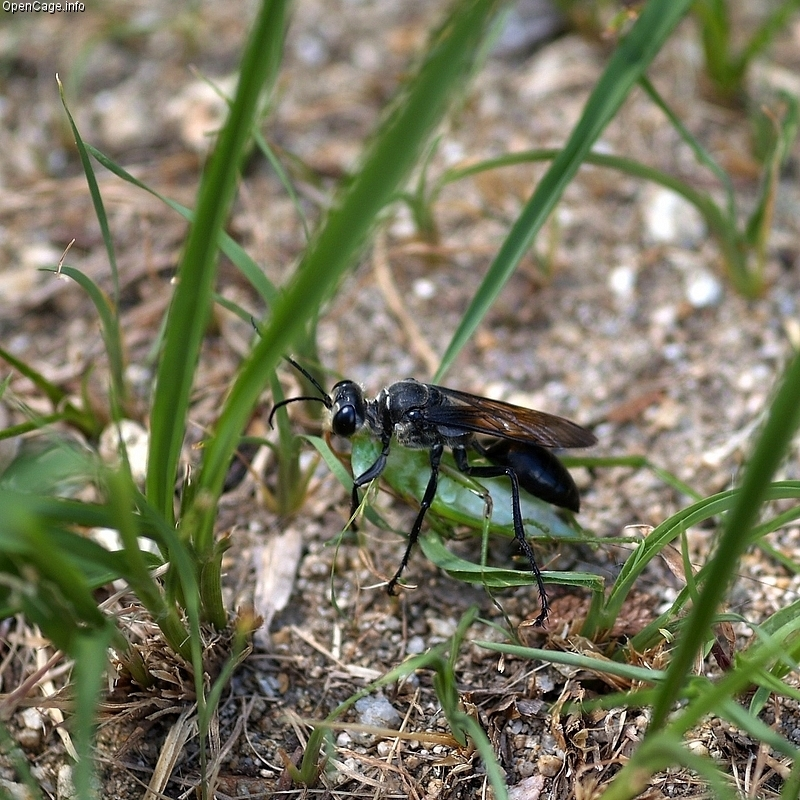
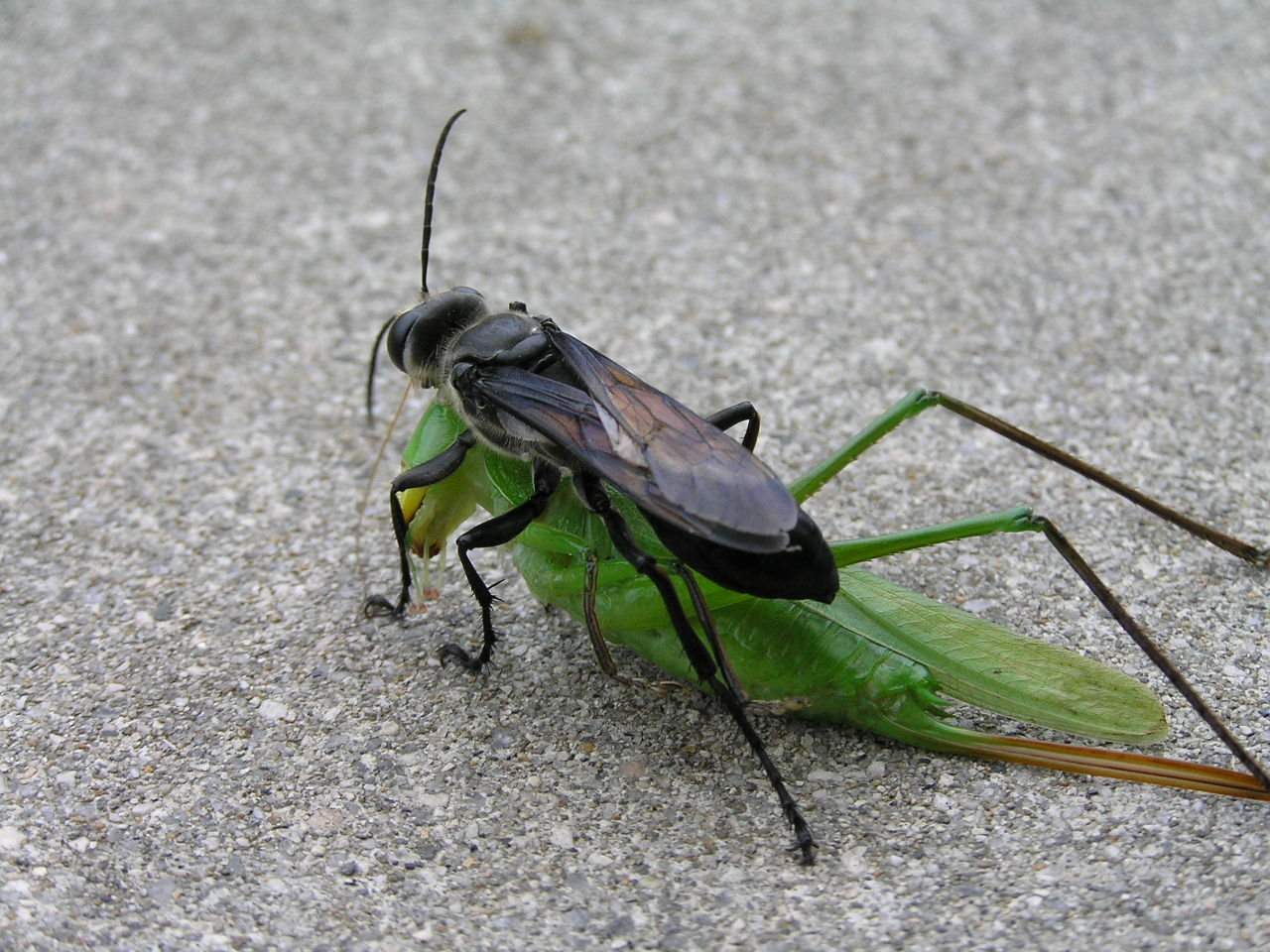